# Медвежья комедия

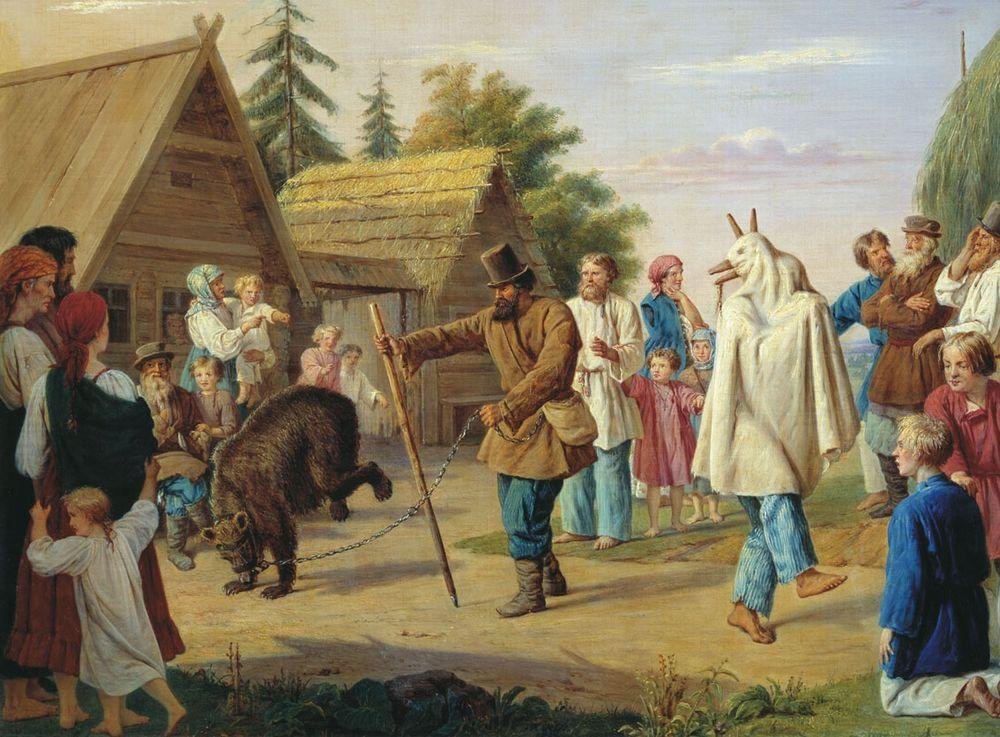
Ф. Н. Рисс. Скоморохи в деревне. 1857

Медвежья комедия, также Вождение медведя, Медвежий промысел — распространённое ярмарочное увеселение, промысел городских и деревенских жителей во многих странах мира, в том числе в ряде областей России, Речи Посполитой, Венгрии, а также различных групп цыган; заключавшееся в представлении, даваемом дрессированным медведем, его поводырём (т. н. вожаком) и ассистентами. В XVI—XVII веках — часть медвежьей потехи, к XIX веку — самостоятельное явление, в некоторых случаях ставшее элементом святочных шествий ряженых.
В России медвежьи комедии, как народный промысел, были запрещены Высочайшим повелением 30 декабря 1866 года, окончательный срок прекращения промысла был указан в 5 лет.

## Регионы медвежьего промысла

Литовские скоморохи на гравюре Олафа Магнуса 1555 года

Традиционными регионами русского медвежьего промысла были Верхнее Поволжье и земли Великого Новгорода. Известно, что в 1570 году Иван Грозный, готовясь к свадьбе с Марфой Собакиной, отправил в Новгород гонца с приказом доставить в Москву скоморохов с учёными медведями. В Полесье, в местечке Сморгоны (позднее — Ошмянский уезд Виленской губернии) в XVII—XVIII веках существовал специальный зверинец для дрессировки медведей, называемый «Сморгонская академия».
В Западной Европе вождение медведя было известно во Франции, там промысел был распространён прежде всего на территории современного департамента Арьеж, начиная с конца XVIII века. По-видимому, он был заимствован местными жителями у кочевавших в этих местах цыган. Первоначально вожаки добывали медвежат, убивая их матерей, однако после того, как популяция пиренейских бурых медведей была перебита, вожаки стали вынуждены закупать медвежат в Марселе, которых вывозили с Балкан. С середины XIX века вплоть до Первой Мировой войны по Западной Европе кочевало около 200 медвежьих вожаков из Арьежа, впоследствии многие из них отправились в Великобританию и за океан (в США многие вожаки стали работать цирковыми дрессировщиками, а другие были вынуждены сменить образ жизни, пойдя в шахтёры и работники отелей и ресторанов). В начале XX века наступил упадок французской медвежьей комедии, ускоренный Первой Мировой войной, хотя промысел так и не исчез полностью среди цыган.

## Содержание

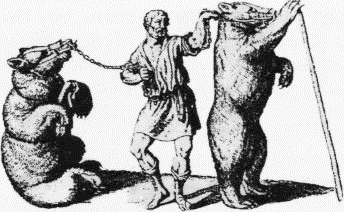
Дрессировка медведей: вожак с двумя особями

О медвежьей комедии можно получить представление, в частности, из объявления, опубликованного 8 июля 1771 года в газете «Санкт-Петербургские ведомости», о проведении медвежьего представления в Санкт-Петербурге крестьянами города Курмыша Нижегородской губернии. В объявлении перечислялись номера, которые исполняли медведи:
1) вставши на дыбы, присутствующим в землю кланяются и до тех пор не встают, пока им приказано не будет;

2) показывают, как хмель вьется;

3) на задних ногах танцуют,

4) подражают судьям, как они сидят за судейским столом;

5) натягивают и стреляют, уподобляя палку, будто бы из лука;

6) борются;

7) вставши на задние ноги и воткнувши между оных палку, ездят так, как малые робята;

8) берут палку на плечо и с оною маршируют, подражая учащимся ружьем солдатам;

9) задними ногами перебрасываются через цепь;

10) ходят, как карлы и престарелые, и, как хромые, ногу таскают;

11) как лежанка без рук и без ног лежит и одну голову показывает;

12) как сельские девки смотрятся в зеркало и прикрываются от своих женихов;

13) как малые ребята горох крадут и ползают, где сухо — на брюхе, а где мокро — на коленях, выкравши же, валяются;

14) показывают, как мать детей родных холит и как мачеха пасынков убирает;

15) как жена милого мужа приголубливает;

16) порох из глазу вычищают с удивительною бережливостью;

17) с не меньшею осторожностию и табак у хозяина из-за губы вынимают;

18) как теща зятя потчевала, блины пекла и угоревши повалилась;

19) допускают каждого на себя садиться и ездить без малейшего супротивления;

20) кто похочет, подают тотчас лапу;

21) подают хозяину шляпу и барабан, когда козой играет;

22) кто же поднесет пиво или вино, с учтивостью принимают и, выпивши, посуду назад отдавая, кланяются.
Хозяин при каждом из выше помянутых действий сказывает замысловатые и смешные приговорки.

## Вождение медведя и ряжение
«Коза» и «медведь» — непременные участники святочного, рождественского обхода дворов, ряжения, так как эти животные (см. Культ медведя) у славян и у многих других народов Евразии издавна связаны с культом плодородия. Ряженые колядовщики, которые ходили по дворам, исполняя специальные песни, колядки, перевоплощались в свои маски. Угощение колядовщиков хозяевами — это скорее задабривание масок-образов, способ добиться покровительства их семье, скоту и будущему урожаю.
К концу XVIII века фигуры, наряженые вожаком и медведем, традиционно входили в состав процессии ряженых. В свою очередь, реальный вожак с живым медведем органично вливается в шествие ряженых, хотя само по себе участие живого медведя в процессии ряженых — явление довольно редкое. Сохранились сведения о том, что в Новгородской губернии вожак с медведем вместе с «окрутниками» ходили по «поседухам», где разыгрывали в целом типичную медвежью комедию, завершавшую собой все представления ряженых.
Сходство медвежьей потехи с ряжением вызывает вопрос об их исторической взаимосвязи: возникали ли эти явления народной культуры одновременно, или одно предшествовало другому? В XIX веке налицо мирное сосуществование этих явлений. Такое состояние — результат долгого переосмысления, итог той эволюции, которую претерпел образ медведя в практике и сознании человека. Исторически ряжение предшествует игре с живым зверем. У народов, где зафиксирован развитый культ медведя, живой зверь не мог принимать участие в шаманских праздниках или в охотничьих играх. Действия с медведем, да ещё окрашенные комизмом, становятся возможными лишь тогда, когда происходит смена акцентов внутри обряда — игровое, зрелищное начало выходит на первый план, заслоняя магическую функцию. Точно так же ряжение, превратившись из обрядового действия в одну из форм традиционного развлечения, включило в себя и сценку вожака с медведем, «подарив», в свою очередь, ярмарочному представлению с живым зверем персонаж из своего богатого арсенала образов — ряженую козу.

## Крылатые выражения

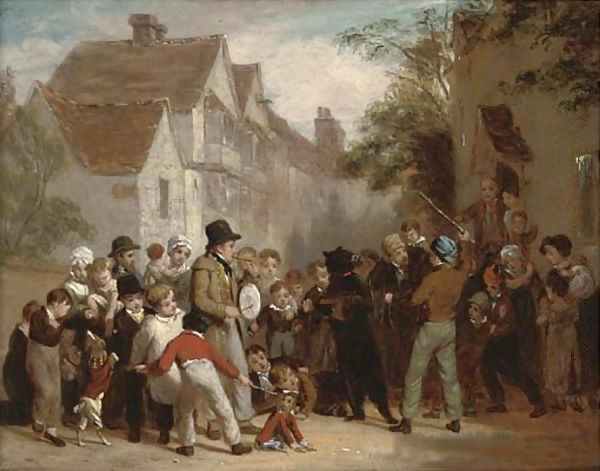
Танцующий медведь. Уильям Фредерик Уизерингтон, 1822

- «Отставной козы барабанщик» — никому не нужный, никем не уважаемый человек. В старину на ярмарках водили дрессированных медведей. Их сопровождали мальчик-плясун, наряженный козой, и барабанщик, аккомпанирующий его пляске — «козы барабанщик». Его порой воспринимали как несерьезного, никчемного человека.
- «Водить за нос» — обманывать, обещая и не выполняя обещанного. Дрессированные медведи были очень популярны на Руси и это выражение было связано с ярмарочным развлечением. Поводыри-дрессировщики (в XIX веке часто цыгане) водили медведей за продетое в нос кольцо и заставляли их делать разные фокусы, обманывая обещанием подачки[10].
- Медведь пляшет, а поводырь деньги берёт (поговорка).